# Маяк (завод, Киев)
ОАО «Завод „Маяк“» — предприятие в Оболонском районе Киева.

## История
Основан в 1924 году. 
С 1934 – Киевский музкомбинат, начинал с ремонта музыкальных инструментов.
Во время Великой Отечественной войны предприятие перешло на выпуск дорожных мин для нужд фронта.
1944 г.- Киевский музкомбинат возобновил работу по изготовлению и ремонту музыкальных инструментов, в 1947-1948 гг. был налажен выпуск патефонов.
1950 г.- Начато внедрение в производство продукции стационарных магнитофонов. С конвейера сходят первые отечественные магнитофоны «Днепр-2» и «Днепр-3».
1950-1955 гг.- предприятие внедряет в производство новые модели магнитофонов и доводит их выпуск до 10000 ед. в год.
1953 г.- постановлением Совета Министров УССР № 2497 музкомбинат был переименован в «Киевский завод радиоаппаратуры».
1954-1956 гг.- выпускаются первые советские телевизоры «КВН-49» и «Рекорд», радиоприемники, динамические громкоговорители.
1963 г.- после реконструкции и введения в действие новых производственных мощностей, предприятие переименовано в Киевский завод «Маяк».
1950-1970 гг. Предприятием изготовлено более 15 моделей бытовых, ламповых магнитофонов. С 1971 года в производство внедряется новая серия транзисторных магнитофонов серии «Маяк»: «Маяк-201», «Маяк-202», «Маяк-203», «Маяк-204» и «Маяк-205». Первый в стране магнитофон, который отметили знаком качества был «Маяк-203», а модели «Маяк-001» в 1974 году была присуждена золотая медаль на международной выставке.
С 1982 года налажен выпуск кассетных магнитофонов. Первые однокассетные «Маяк-120», «Маяк-231», «Маяк-232», «Маяк-233», «Маяк-240», «Маяк-260», а затем двухкассетный «Маяк-242», «Маяк-246», «Маяк-247»,«Маяк-249» и магнитола «Маяк РМ215», выпуск которых составил около 40 тыс. ед. в год. 
Удельный вес в общем объеме производства занимала продукция промышленно-технического назначения. Номенклатура этих изделий превышала 30 наименований
В 1991 году на заводе в три смены работали 10 тысяч человек.

## После 1991
После провозглашения независимости Украины завод стал ведущим предприятием Украины по производству средств связи и звукозаписывающей аппаратуры.
В связи с осложнением экономической ситуации, распадом хозяйственных связей и отсутствием государственного заказа на продукцию военного назначения количество рабочих завода сократилось.
В 1996 году завод был преобразован в открытое акционерное общество.
В 1999 году на заводе была изготовлена первая партия 4,5-мм пневматических газобаллонных пистолетов М-40-4,5 (аналог российского пневматического пистолета А-101 «Аникс»).
В 2000 году завод стал первым на Украине производителем электрошокеров: разработанный заводом трёхзарядный электрошокер в количестве 5000 штук закупила киевская налоговая полиция.
Во второй половине 2000 года на заводе работали 1700 человек, основной продукцией завода являлась бытовая техника: помимо магнитофонов и магнитол, был освоен выпуск электросчетчиков и пневматических пистолетов.
По состоянию на начало сентября 2001 года, на территории завода имелось три оборудованных в советское время подземных бомбоубежища на 2800 человек, оборудованных баками с питьевой водой и дизельными электрогенераторами.
В октябре 2005 года Верховная Рада Украины внесла завод в список предприятий, не подлежащих приватизации
В январе 2006 года Верховная Рада Украины установила прямой запрет на приватизацию завода.
В 2007 году прибыль предприятия увеличилась на 27,36 % – до 7,75 млн гривен.
В феврале 2008 года правительство Украины вынесло на рассмотрение вопрос о возможности приватизации завода в течение 2008 года, однако в дальнейшем решение о приватизации стратегического предприятия было признано нецелесообразным, и 16 мая 2008 года Кабинет министров Украины взял на себя полномочия по управлению корпоративными правами завода «Маяк».
В 2008 году завод выпускал:
- бортовую аппаратуру речевого информирования «Алмаз-УБС», «Алмаз-УП», П-591Б, РИ-655[1],
- наземные записывающие устройства «Алмаз-УН», П-591Н, РИ-65Н[1].

Также, в 2008 году завод освоил производство огнестрельного оружия. Первой моделью завода стал танковый пулемёт КТ-7,62 (аналог ПКТ).
21 сентября 2011 года на проходившей в Киеве выставке вооружения «Зброя і безпека-2011» завод представил демонстрационный образец пулемёта КМ-7,62 (модернизированный вариант пулемёта ПКМ, с установленной на ствольной коробке прицельной планкой Вивера и изменённой спусковой скобой), к которому вместо стандартного металлического короба для переноски патронной ленты был разработан облегчённый короб из синтетической ткани.
В июле 2012 года завод вошёл в состав государственного концерна «Укроборонпром».
В 2012-2013 годы при сотрудничестве с ООО «Zbroyar» и содействии со стороны ГК «Укрспецэкспорт» на заводе было освоено производство огнестрельного оружия: полуавтоматических карабинов MZ-10 и MZ-15, а также снайперской винтовки VPR-308.
10 октября 2012 года завод запатентовал вариант модернизации автоматов АКМ и АКМС методом установки на них складного металлического приклада от АКС-74. В 2013 году на заводе была освоена переделка 7,62-мм советских автоматов Калашникова АКМ и АКМС со складов хранения министерства обороны Украины в самозарядные охотничьи карабины c 10-зарядным магазином:
- МКМ-072 (АКМ с штатным постоянным прикладом),
- МКМ-072Сб (АКМС со складным прикладом от автомата АКС-74),
- МКМ-072Сн (АКМС с сохранённым штатным складным прикладом).

14 апреля 2014 года директор завода «Маяк» А. Н. Перегудов сообщил, что винтовки VPR-308 подготовлены к серийному производству, а и. о. гендиректора концерна «Укроборонпром» Ю. Ф. Терещенко сообщил, что министерство обороны Украины выразило заинтересованность в приобретении новых винтовок.
26 июля 2014 года на выставке вооружения были представлены 12 штук винтовок VPR-308, которые в этот же день были переданы 1-й оперативной бригаде Национальной гвардии МВД Украины.
В декабре 2014 года завод представил станок для пулемёта Калашникова, производство которого было освоено предприятием. Станок предназначен для ведения огня по наземным и воздушным целям, масса станка составляет 4,5 кг. Кроме того, в декабре 2014 года на предприятии был начат выпуск компонентов для модернизации стрелкового оружия (новый вариант пламегасителя и несколько вариантов дульных тормозов-компенсаторов). До начала 2015 года выпускаемое заводом оружие продавалось в основном на экспорт, основными покупателями были страны Африки, Юго-Восточной Азии и Турция, в 2015 году завод получил первый заказ от министерства обороны Украины.
13 февраля 2015 года представитель ГК «Укроборонпром» сообщил, что поставленные на Украину бронемашины AT-105 «Saxon» будут вооружены 7,62-мм пулемётом КТ-7,62. 23 марта 2015 года было объявлено, что крепление для установки пулемёта КТ-7,62 на бронемашины «Саксон» уже разработали на заводе «Маяк».
4 апреля 2015 года на полигоне учебного центра Национальной гвардии Украины в селе Новые Петровцы Киевской области были впервые представлены демонстрационный образец американской бронемашины M1114, прошедшей довооружение на заводе «Маяк» (c установленным на турельной установке 12,7-мм пулемётом ДШКМ) и демонстрационный образец 7,62-мм однозарядной портативной снайперской винтовки 
ГОПАК.
В начале июля 2015 года представители завода «Маяк» сообщили о модернизации танкового пулемёта КТ-7,62 до уровня КТМ-7,62 (вместо электроспуска установлена гашетка). Кроме того, для пулемёта разработан опорно-поворотный механизм, который должен обеспечить возможность установки КТМ-7,62 не только на бронетехнику, но и на пехотный пулемётный станок.
В июле 2015 года представители завода «Маяк» сообщили о том, что заводом завершена разработка 12,7-мм крупнокалиберной снайперской винтовки СГМ-12,7, а также изготовлен первый образец винтовки, который будет направлен на испытания (14 октября 2015 было объявлено о намерении начать серийное производство винтовки).
1 сентября 2015 года на испытания был направлен демонстрационный образец 120-мм гладкоствольного миномёта (совместная разработка киевского завода «Маяк» и Старокраматорского машиностроительного завода). Сообщается, что миномёт, получивший название М120-15 «Молот», был разработан в течение двух месяцев на основе конструкции советского 120-мм миномёта 2Б11, но с применением технологии поверхностного упрочнения деталей методом жидкостной карбонитрации.
3 марта 2016 года на выставке оружия украинского производства в Киевском политехническом институте завод представил демонстрационные образцы пехотного и десантного вариантов 60-мм миномёта М-60, производство которых намерен освоить завод. Сообщается, что для стрельбы из миномёта используются 60-мм мины стандарта НАТО, производство которых планирует освоить Павлоградский химический завод.
В начале мая 2016 года стало известно, что производство стрелкового оружия на предприятии столкнулось с проблемой в виде отсутствия на Украине производства стволов к стрелковому оружию (ранее выпущенные заводом образцы комплектовались стволами, полученными на складах министерства обороны Украины).
3 августа 2016 года директор завода А. Перегудов сообщил в интервью, что завод работает шесть дней в неделю и проводит модернизацию производственного оборудования (закуплены шесть станков с числовым программным управлением и заказаны ещё 17 станков).
25 апреля 2017 года на полигоне в Житомирской области завод представил демонстрационные образцы гранатомёта РПГ-М7 (аналог советского РПГ-7 украинского производства)